# يوهان ستيفان ديكر
يوهان ستيفان ديكر (بالفرنسية: Johan Stephan Decker)‏ هو رسام فرنسي، ولد في 26 ديسمبر 1784 في كولمار في فرنسا، وتوفي في 25 يونيو 1844 في فيينا في النمسا.